# 비보르

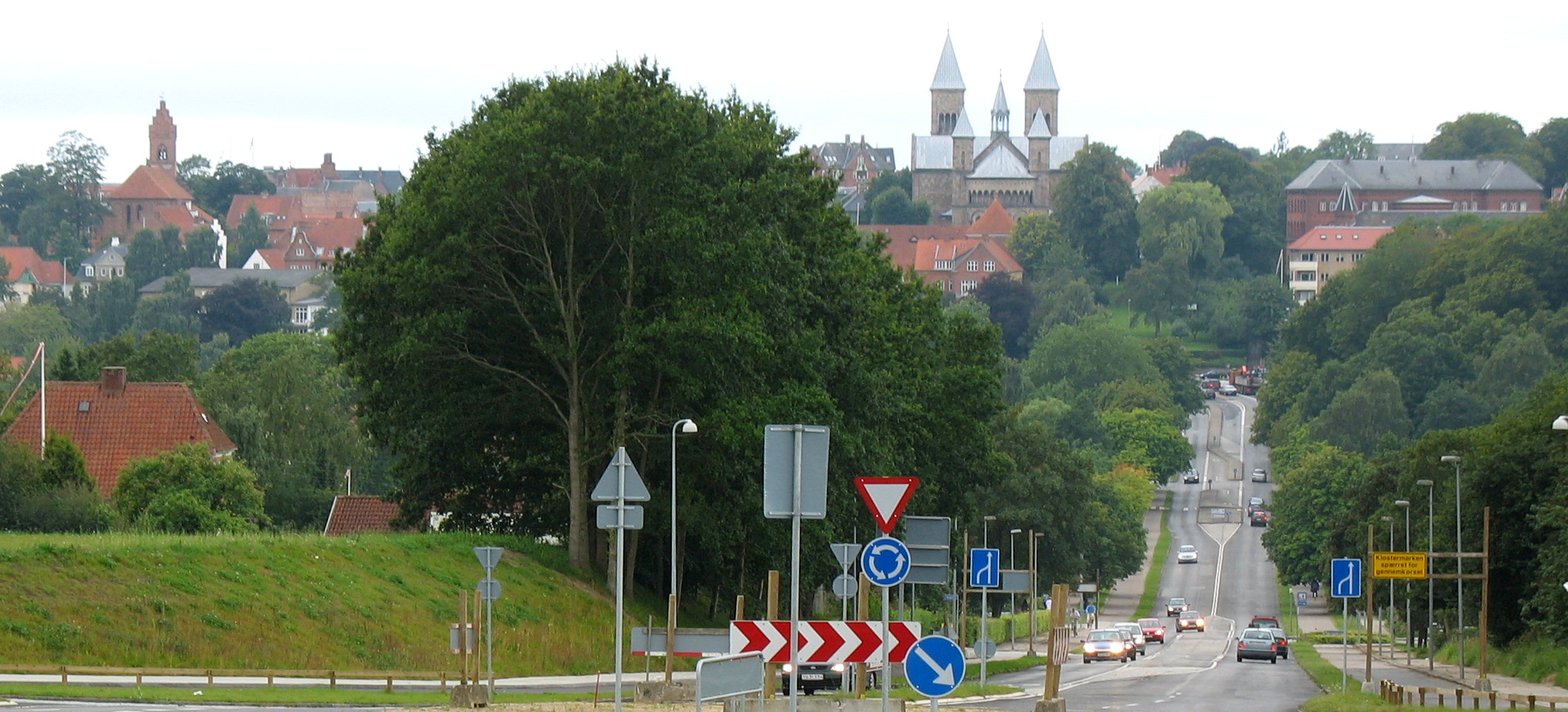
비보르

시 문장

비보르(덴마크어: Viborg)는 덴마크의 도시로 윌란반도 중앙에 위치한다. 중앙윌란 지역의 중심 도시이며 행정 구역상으로는 비보르 시에 속한다.